# (119066) 2001 KJ76
(119066) 2001 KJ76 est un objet transneptunien en résonance 4:7 avec Neptune.

## Caractéristiques
(119066) 2001 KJ76 mesure environ 185 km de diamètre.

## Orbite
L'orbite de 2001 KJ76 possède un demi-grand axe de 43,585 ua et une période orbitale d'environ 288 ans. Son périhélie l'amène à 40,107 ua du Soleil et son aphélie l'en éloigne de 47,063 ua. Il possède une résonance 4:7 avec Neptune.

## Découverte
(119066) 2001 KJ76 a été découvert le 23 mai 2001.